# Amintore Galli
Amintore Claudio Flaminio Galli (Talamello, 12 ottobre 1845 – Rimini, 8 dicembre 1919) è stato un musicologo, giornalista e compositore italiano.

## Biografia
Iniziò gli studi musicali con lo zio, Pio Galli, direttore della banda di Talamello. Concluso il ginnasio a Rimini, nel 1862 si iscrisse al Conservatorio di Milano, dove fu allievo di Giovanni Battista Croff e Alberto Mazzucato.
Durante la stagione di carnevale 1864-65, fece eseguire al Teatro Vittorio Emanuele II di Rimini la scena ed aria Cesare al Rubicone.
Nel 1866 si arruolò coi garibaldini, combattendo a Bezzecca, e l'anno successivo si diplomò facendo eseguire una cantata dal titolo Espiazione.
Fu maestro di banda e di cappella ad Amelia e più tardi, tra il 1871 e il 1873, diresse la banda cittadina e la scuola di musica di Finale Emilia.
Frattanto, nel 1870, scrisse l'opera in due atti Roma, mai rappresentata a causa del veto della polizia milanese. L'anno precedente, Galli iniziò la carriera di giornalista, quale direttore del giornale milanese Euterpe, pubblicato da Sonzogno, l'editore a cui avrebbe legato la sua fortuna.
Dal 1873 fu a Milano, presso il cui conservatorio ricoprì le cattedre di contrappunto ed estetica musicale. Nel capoluogo lombardo fu direttore artistico dello Stabilimento Musicale Sonzogno, nonché critico musicale del quotidiano Il Secolo e direttore de Il Teatro illustrato e La Musica popolare, tutte testate legate a Casa Sonzogno. Per lo stesso editore curò inoltre le riduzioni per canto e pianoforte di numerosi spartiti d'opera e le traduzioni italiane di libretti d'opera francesi.
La sua fama è dovuta soprattutto all'attività giornalistica, dal momento che le due opere rappresentate (Il corno d'oro o Un'avventura nel serraglio, operetta del 1876 a Torino, e David, 1904) ebbero scarso successo. Grande notorietà ebbe invece l'Inno dei lavoratori, su versi di Filippo Turati, che egli musicò nel 1886.
Nel 1894 acquistò una tenuta a Santa Maria in Cerreto (Rimini), dove trascorrere le vacanze estive. Lasciato il giornalismo tra il 1906 e il 1907, nel 1914 tornò definitivamente a Rimini, dove morì cinque anni dopo.
Gli è stato intitolato il Teatro Vittorio Emanuele II di Rimini, che è stato pesantemente bombardato durante la seconda guerra mondiale, tornato agli antichi splendori con un sapiente restauro inaugurato Il 28 ottobre 2018, oggi appunto Teatro Amintore Galli.
I suoi manoscritti sono conservati presso la Biblioteca Civica Gambalunga di Rimini.

## Pubblicazioni
- Arte fonetica, Milano, 1870
- La musica ed i musicisti dal secolo X sino ai nostri giorni, Canti, Milano 1871
- Trattato di contrappunto e fuga, Sonzogno, Milano 1877
- Alberto Mazzucato. Cenni commemorativi, Milano, 1879
- Elementi di armonia, Milano 1879
- La musica dei greci, degli arabi e degli indiani, Milano 1879
- Storia ed estetica della musica, Milano 1881
- Saggio storico-teoretico sulla notazione musicale, Milano 1886
- Otello di Giuseppe Verdi. Cenni analitici, Milano 1887
- Il canto di sala e di teatro, Milano 1889
- Manuale del capo-musica. Trattato di strumentazione per banda, Ricordi-Lucca, Milano s. d. ma 1889
- Il polifonista al pianoforte, Milano 1889
- Elementi di solfeggio, in chiave di sol per una e per due voci, Sonzogno, Milano 1891
- Piccolo lessico del musicista, Ricordi, Milano 1891
- Strumenti e strumentazione, Milano 1897
- Etnografia musicale, Milano 1898
- Estetica della musica, Bocca, Torino 1899
- Umberto Giordano, Milano 1915
- Antonio Bazzini, Milano, s.d.
- Del canto liturgico cristiano, Milano, s.d.
- Corso di musica sacra. L'omofonia della chiesa latina e la sua armonizzazione, Milano, s.d.

## Composizioni

### Teatro musicale
Tutti i lavori teatrali sono su libretto dello stesso Galli.
- Roma (mai rappresentata, 1870)
- Risorgimento (mai rappresentata, 1870)
- Follia tragica, "azione musicale" (mai rappresentata, 1870)
- Il corno d'oro o Un'avventura nel serraglio, opera giocosa in tre atti (Torino, Teatro Carignano, 30 agosto 1876)
- David, opera lirica in 1 prologo e 3 atti (Milano, Teatro Lirico, 12 novembre 1904)

### Altre composizioni
- Cesare al Rubicone, gran scena ed aria per baritono e cori (Rimini, Teatro Vittorio Emanuele II)
- Espiazione, cantata su testo dello stesso Galli, tratto da Lalla Rookh di Thomas Moore (1867)
- Inno dei lavoratori, versi di Filippo Turati (1886)
- Cristo al Golgota, oratorio
- Missa pacis, per soli, coro a 3 voci dispari e orchestra. Composta da Amintore Galli ed eseguita per la prima volta nella chiesa di San Giovanni Battista il 14 settembre 1919. Divisa nelle cinque sezioni classiche: Kyrie, Gloria, Sanctus e Agnus Dei. Fedeli da Novara nel 1920 scrisse: ...la messa è un lavoro eccellente, magnifico degno in tutto e per tutto della mente superiore che lo ideò....in grande stile Haydn, Cherubini, Mozart, Beethoven". La prima esecuzione integrale in epoca moderna è avvenuta il 13 ottobre 2006 nella chiesa di San Giovanni Battista a Rimini, a cura della 57ª Sagra Musicale Malatestiana[1] sull'edizione critica curata da Mauro Ferrante e Gianandrea Polazzi, ed eseguita dal Coro Città di Rimini "Amintore Galli", direttore Matteo Salvemini, contralto Sonia Zaramella, tenore Alex Magri, baritono Francesco Antimiani, organo Mauro Ferrante, orchestra dell'Istituto Musicale "G. Lettimi". Ripresa durante la 58ª Sagra Musicale Malatestiana Archiviato il 17 settembre 2018 in Internet Archive. il 16 ottobre 2007 al Santuario Santo Crocifisso di Talamello: Coro Lirico Città di Rimini "Amintore Galli", direttore Matteo Salvemini, contralto Sonia Zaramella, tenore Jorge Ansorena, baritono Victor García Sierra, organo Mauro Ferrante, orchestra dell'Istituto Musicale "G. Lettimi". Terza e ultima esecuzione il 9 ottobre 2011 presso la basilica cattedrale di Santa Colomba in Rimini. Direttore: Filippo Maria Caramazza, Coro Lirico Città di Rimini "Amintore Galli", contralto Monica Boschetti, tenore Marco Mustaro, baritono Yiannis Vassilakis, organo Mauro Ferrante. Rarissime se non introvabili le copie della registrazione moderna di cui una è in possesso di papa Benedetto XVI.
- Romanze per voce e pianoforte
- Pezzi per pianoforte solo
- Composizioni per banda
- 3 sinfonie
- Quartetto per archi